# Raión de Ulagan

Situación del raión de Ulagan

El raión de Ulagan (del ruso: Улаганский район) es un raión de la república de Altái en la federación de Rusia. Su centro administrativo es Ust-Ulagan. Su población se elevaba a 12 284 habitantes en 2010. La parte oriental de su territorio pertenece a la reserva natural de Altái,  una de las más importantes de Rusia. Está inscrita en la lista del patrimonio mundial de la Unesco.

## Geografía
El raión de Ulagan limita al este con la república de Tuvá cuya frontera atraviesa el Shapshal; al sur con el raión de Kosh-Agach cuyo límite pasa por los montes Chijachov y los montes Kurái ; al oeste por el raión de Ongudái cuyo límite pasa por los montes Sumulta; al noroeste por el raión de Choia y al norte por el raión de Turochak.
- Datos: Q977262
- Multimedia: Ulagansky District / Q977262